# Paktíja
Provincie Paktíja (paštunsky د پکتیا ولایت‎, persky ولایت پکتیا‎) je provincie na východě Afghánistánu s většinovou populací paštúnů. Hlavním městem je Gardéz. Provincie je rozdělena na 12 krajů.